# Sociedad Castellonense de Cultura
La Societat Castellonenca de Cultura (Sociedad Castellonense de Cultura), es una entidad cultural fundada en Castellón de la Plana en 1920 por un grupo de eruditos, escritores y artistas castellonenses.

## Fundadores
Ángel Sánchez Gozalbo, Manuel Betí, Joan Baptista Porcar, Lluís Revest i Corzo, Vicent Sos Baynat, Salvador Guinot Vilar, Carlos González-Espresati Sánchez de Brugada y Casimir Melià.

## Objetivo
Su finalidad es la de impulsar la investigación y la publicación de trabajos históricos, lingüísticos y literarios. 

## Ámbito
Aunque tanto los miembros como los libros escritos son abiertos, se han especializado en la región de Provincia de Castellón. 

## Historia
Hasta la guerra civil española participaron los intelectuales más destacados del norte de la Comunidad Valenciana y fue una de las entidades más sólidas y fecundas en su campo. En 1932 convocó la Asamblea de Escritores Valencianos que adopta las normas gramaticales del Instituto de Estudios Catalanes, conocidas como Normas de Castellón. 
Edita un boletín que es considerado como una de las revistas eruditas valencianas más importantes. Ha publicado más de 200 libros. 
Posteriormente han colaborado Bernat Artola Tomás, Germà Colón, Arcadi Garcia, Honori Garcia, Carles Salvador y Josep Sánchez i Adell. 
Actualmente forma parte de la Confederación Española de Centros de Estudios Locales (CECEL), centro vinculado al CSIC.
En 1986 recibió el Premio Cruz de San Jorge de la Generalidad de Cataluña. Actualmente[¿cuándo?] la preside Elena Sánchez Almela, archivera municipal, y tiene su sede en el antiguo Archivo de la Ciudad y actual biblioteca municipal.
- Datos: Q9078428